# Archenland

Vlag van Archenland

Wapen van Archenland

Archenland (Engels: Archenland) is een fictief land uit Het paard en de jongen van De Kronieken van Narnia door C.S. Lewis.

## Ligging en geografie
Archenland ligt zuidelijk van het land Narnia en noordelijk van de Woestijn van Calormen.
Archenland is gebaseerd op het Griekse woord Archen dat heerser betekent. De noordelijke grens bestaat uit bergen en de zuidelijke is een rivier. De hoofdstad is een kasteel in de Anvard pas, die ook de verbinding is met Narnia.

## Geschiedenis
De eerste koning van Archenland was de tweede zoon van Koning Frank van Narnia. De beroemdste koning van Archenland was Ram de Grote, de zoon van Coor en Aravis.

## Het paard en de jongen
Dit verhaal speelt in de tijd, enkele jaren na de hoofdgebeurtenissen uit Het betoverde land achter de kleerkast, tijdens het bewind van de Hoge Koning Peter.
Archenland is bevriend met Narnia en wordt beheerd door Zonen van Adam en Dochters van Eva, net als Narnia. Prins Rabadash van Calormen probeert Archenland te veroveren om dan vervolgens Narnia te bezetten, maar de verovering mislukt.